# Angelica Bridges
Pour les articles homonymes, voir Bridges.
Angelica Bridges est une actrice américaine et mannequin, née le 20 novembre 1970 à Harrisonville, Missouri, (États-Unis).

## Biographie
Mannequin à l'agence Élite dans les années 1990, Angelica Bridges débute à la télévision à la fin des années 1990.
En 1997, elle est recrutée dans Alerte à Malibu pour incarner le lieutenant Taylor Walsh durant deux saisons.
En novembre 2001, après trois refus, elle accepte finalement de poser entièrement nue pour Playboy.

### Vie personnelle
En 2003, elle donne naissance à une petite fille. Elle était mariée au joueur de hockey sur glace Sheldon Souray.

## Filmographie
- 1995 : California Heat : Lisa
- 1995 : Mortal Kombat: Conquest : Omegis
- 1996 : Les Feux de l'amour ("The Young and the Restless") (série télévisée) : Melissa (épisode #5924, diffusé le 31/07/1996 sur CBS, le 29/01/2001 sur TF1)
- 1996 : Des jours et des vies ("Days of Our Lives") (série télévisée) : Sharon Taylor (épisodes inconnus, 1996)
- 1997 - 1998  : Alerte à Malibu (série télévisée) : Taylor Walsh
- 1999 : Mystery Men : Furry
- 2001 : That '70s Show : le mannequin bibliothécaire.
- 2001 : Vegas, City of Dreams (it) : Masseuse
- 2001 : Posljednja volja : Nicole
- 2002 : The Month of August : Emily
- 2002 : Do It for Uncle Manny : Beautiful Redhead
- 2003 : Alerte à Malibu : Mariage à Hawaï (Baywatch: Hawaiian Wedding) (téléfilm) : Taylor Walsh
- 2004 : The Least Likely Candidate : Glory